# Team Downey
Il Team Downey è una casa di produzione cinematografica fondata il 14 giugno 2010 da Robert Downey Jr. e sua moglie, Susan.

## Opere

### Cinema
- The Judge (2014)
- Dolittle (2020)

### Televisione
- Perry Mason - serie TV (2020-2023)
- Sweet Tooth - serie TV (2021)
- Il simpatizzante (The Sympathizer), regia di Park Chan-wook, Fernando Meirelles e Marc Munden – miniserie TV, 7 puntate (2024)